# 브라질 국립 문서 보관소

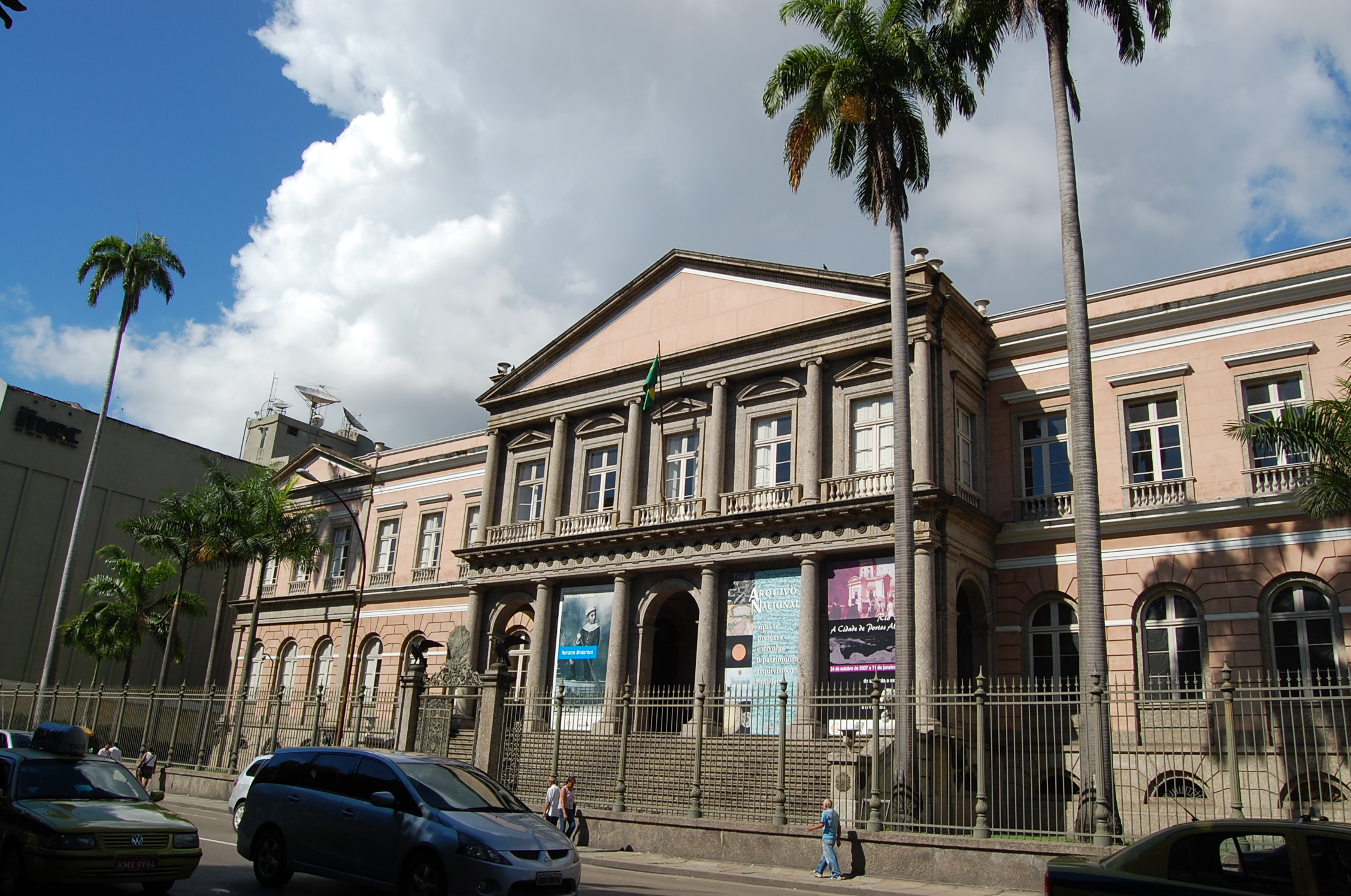

브라질 국립 문서 보관소(Arquivo Nacional)는 1838년 1월 2일에 브라질 제국 공공 보존 기록관이라는 이름으로 세워졌다. 1911년에 명칭을 바꿨고, 리우데자네이루에 위치했다. 본 시설은 브라질 연방 정부의 문서들에 대한 관리, 보존, 유포에 대한 책임을 지고 있다. 2011년부터는 브라질 법무 치안부의 소속 기관이 되었다.

## 같이 보기
- 브라질의 역사
- 국립 아카이브 목록
- 세계기록유산